# Frank Murkowski
Francis Hughes "Frank" Murkowski, född 28 mars 1933 i Seattle, Washington, är en amerikansk politiker. Han var Alaskas guvernör 2002–2006. Han efterträddes av Sarah Palin i december 2006. Han var republikansk senator från Alaska 1981-2002. När han i december 2002 tillträdde guvernörsämbetet, utnämnde han sin dotter Lisa Murkowski till sin efterträdare i USA:s senat. Därför kritiserades han för nepotism.
Murkowski är katolik och hans familj har polsk härkomst.